# David Miranda
David Michael dos Santos Miranda, né le 10 mai 1985 à Rio de Janeiro et mort le 9 mai 2023 dans la même ville, est un journaliste et homme politique brésilien, membre du Parti socialisme et liberté puis du Parti démocratique travailliste, et député fédéral de l'État de Rio de Janeiro.

## Biographie
Il naît et grandit à Jacarezinho, dans la banlieue de Rio de Janeiro. Il perd sa mère à l'âge de cinq ans.
En 2005, il rencontre sur une plage d'Ipanema l'avocat américain Glenn Greenwald. Ils s'unissent par un partenariat civil puis se marient. David Miranda entre à l'École supérieure de propagande et de marketing pour travailler à ses côtés. Ils adopteront ensuite deux enfants, João et Jonathan,.
À partir de juillet 2013, Glenn Greenwald commence à publier dans The Guardian les révélations d'Edward Snowden, qui dénonce le programme de surveillance Prism. Revenant d'Allemagne où il était logé chez la documentariste américaine Laura Poitras, le 18 août 2013, David Miranda est retenu pendant neuf heures à l'aéroport d'Heathrow et son matériel électronique est confisqué pour des soupçons de terrorisme, dans des conditions d'illégalité dénoncées par Amnesty international, par le rédacteur en chef du Guardian et par les représentants du Brésil, ainsi que par Reporters sans frontières. Le Parti travailliste a de son côté demandé des explications sur les raisons d'appliquer la loi antiterroriste à un passager en transit sans lui notifier de chef d’inculpation. L'affaire reçoit une couverture mondiale.
David Miranda engage une procédure judiciaire pour contester la légalité de son arrestation, tandis qu'« un haut conseiller du gouvernement pour la sécurité, Oliver Robbins, a indiqué que le jeune homme était en possession de «matériel classifié détourné, sous la forme d'environ 58 000 documents classifiés du renseignement britannique» ». En février 2014, la Haute Cour de Londres juge que sa détention était légale.
Il devient en 2016 le premier conseiller municipal ouvertement homosexuel de Rio de Janeiro.
En 2018, il remplace Jean Wyllys, dont il est le suppléant, au poste de député fédéral pour l'état de Rio de Janeiro, Jean Wyllys décidant de s'exiler pour fuir les menaces de mort, quelques mois après l'assassinat de la militante LGBT Marielle Franco.
David Miranda meurt le 9 mai 2023 au bout de neuf mois en unité de soins intensifs, la veille de ses trente-huit ans, des suites d'une septicémie,. Son parcours est célébré dans un message d'hommage par le président brésilien Luiz Inácio Lula da Silva.